# 8 december
8 december är den 342:a dagen på året i den gregorianska kalendern (343:e under skottår). Det återstår 23 dagar av året.

## Namnsdagar

### I den svenska almanackan
- Nuvarande – Virginia
- Föregående i bokstavsordning
  - Obefläckade avlelsen – Denna benämningen på dagens datum infördes under medeltiden. Eftersom Jungfru Marias födelse då firades 8 september förlade man hennes avlelse nio månader tidigare, vilket blev 8 december. Marie födelsedag utgick redan 1620, men Marie avlelse stod kvar på dagens datum fram till 1901, då det utgick.
  - Vera – Namnet infördes på dagens datum 1986, men flyttades 2001 till 30 maj.
  - Vesta – Namnet infördes på dagens datum 1986, men utgick 1993.
  - Virginia – Namnet förekom på 1790-talet på 5 december, men utgick sedan. 1901 infördes det på dagens datum och har funnits där sedan dess.
- Föregående i kronologisk ordning
  - Före 1901 – Marie avlelse
  - 1901–1985 – Virginia
  - 1986–1992 – Virginia, Vera och Vesta
  - 1993–2000 – Virginia och Vera
  - Från 2001 – Virginia
- Källor
  - Brylla, Eva (red.). Namnlängdsboken. Gjøvik: Norstedts ordbok, 2000 ISBN 917227204X
  - af Klintberg, Bengt. Namnen i almanackan. Gjøvik: Norstedts ordbok, 2001 ISBN 9172272929

### Finlandssvenska almanackan
- Nuvarande från 2025[1] – Angelika, Angela, Angelina
- I föregående revideringar[a][2]
  - 1929–1972 – Magnhild
  - 1973–2009 – Magnhild, Magna
  - 2010–2024 – Angela, Angelika, Angelina

## Händelser
- 1400 – Drottning Margareta ger Vadstena stadsprivilegier.
- 1813 – Uruppförande av Ludwig van Beethovens sjunde symfoni i A-dur.
- 1845 – Asteroiden 5 Astraea upptäcks av Karl Ludwig Hencke, den femte upptäckta asteroiden totalt och den första på 38 år.
- 1854 – Påven Pius IX proklamerar dogmen om Jungfru Marie obefläckade avlelse.
- 1877 – Dimmalætting släpper sin första testupplaga.
- 1886 – American Federation of Labor grundas.
- 1907 – Kung Oscar II avlider 78 år gammal. Gustaf V blir Sveriges kung.[3]
- 1914 – Den tyska fartygsstyrkan, som besegrade brittiska fartyg utanför Chiles kust en månad tidigare – den så kallade Ostindieneskadern, blir utraderad av en starkare brittisk eskader utanför Falklandsöarna. Amiral Graf Spee och två av hans söner stupar tillsammans med ytterligare 2 000 män.
- 1941 – Den amerikanska kongressen förklarar krig mot Japan och för officiellt in USA i andra världskriget. Adolf Hitler svarar med att förklara krig med USA.
- 1949 – Chiang Kai-sheks nationalistkinesiska regering flyr till Taiwan.
- 1952 – Charlie Chaplins film Rampljus har premiär i Stockholm.
- 1980 – John Lennon mördas i New York.
- 1982 – Sveriges riksdag släpper fritidsfisket fritt i Östersjön.
- 1987 – Michail Gorbatjov och Ronald Reagan undertecknar ett nedrustningsavtal.
- 1993 – North American Free Trade Agreement (NAFTA) undertecknas av USA:s president Bill Clinton.
- 1995 – Carl Bildt utses till fredsmäklare i Bosnien och Hercegovina.
- 2004
  - I en kraftig explosion i hyreshus på Surbrunnsgatan, Stockholm, blir två lindrigt skadade, och 55 personer får evakueras. Lägenhetsinnehavaren (misstänkt för bokstölder på Kungliga biblioteket) hittas några dagar senare under rasmassorna död.
  - Dimebag Darrell medlem i Damageplan och Pantera blir ihjälskjuten under en konsert.
- 2005
  - Ante Gotovina, kroatisk general grips.
  - Röda Korset antar sin första icke-religiösa symbol, Röda kristallen.
- 2006 – Spelkonsolen Nintendo Wii släpps i Europa.
- 2015 – Järnvägstunneln genom Hallandsåsen invigs. Det har gått 23 år sedan man började borra tunneln.

## Födda
- 65 f.Kr. – Horatius, poet.
- 1542 – Maria I, regerande drottning av Skottland från 14 december detta år till 1567 och drottning av Frankrike 1559–1560, gift med Frans II.
- 1626 – Kristina, regerande drottning av Sverige 1632–1654 (myndig 1644) (möjligen även född föregående dag).
- 1708 – Frans I (tysk-romersk kejsare), kejsare 1745–1765.
- 1748 – Francesco Mario Pagano, italiensk jurist.
- 1765 – Eli Whitney, uppfinnare.
- 1776 – William Logan, amerikansk jurist och politiker, senator (Kentucky) 1819–1820.
- 1790 – August Meineke, tysk filolog.
- 1807 – Fredrik Cronstedt, svensk greve, politiker och ämbetsman.
- 1808 – Elias Sehlstedt, poet.
- 1813 – Adolf Kolping, teolog.
- 1815 – Adolph Menzel, konstnär, målare och grafiker.
- 1826 – John Brown, brittisk betjänt.
- 1832 – Bjørnstjerne Bjørnson, norsk författare, mottagare av Nobelpriset i litteratur 1903.
- 1841 – Thomas R. Bard, amerikansk republikansk politiker, senator (Kalifornien) 1900–1905.
- 1860 – Otto W. Zeidlitz, svensk präst, pedagog och esperantopionjär.
- 1864 – Camille Claudel, fransk konstnär (skulptör) och grafiker.
- 1865 – Jean Sibelius, finländsk kompositör.
- 1879 – Manne Göthson, svensk skådespelare, manusförfattare, regiassistent och regissör.
- 1881
  - Marcello Piacentini, italiensk arkitekt.
  - Albert Gleizes, fransk målare.
- 1886 – Diego Rivera, konstnär och målare.
- 1890
  - Hortensia Hedström, svensk operettsångare och skådespelare.
  - Carlo Keil-Möller, svensk skådespelare, regissör och manusförfattare.
- 1894
  - Eva Alw, svensk skådespelare.
  - James Thurber, amerikansk författare.
- 1895 – Sven Jerring, svensk programledare i radio.
- 1899 – Ragnar Billberg, svensk skådespelare.
- 1900 – Gillis Blom, svensk skådespelare.
- 1910 – Arne Nyberg, svensk skådespelare.
- 1911
  - Lee J. Cobb, amerikansk skådespelare.
  - Sven-Erik Jacobsson, svensk operasångare och pedagog.
- 1918 – Gunnar Öhlund, svensk skådespelare.
- 1921 – Cleo Jensen, dansk sångare och skådespelare.
- 1923 – Rudolph Pariser, kemist.
- 1925 – Sammy Davis, Jr., amerikansk artist och sångare.
- 1926 – Joachim Fest, tysk historiker och författare.
- 1930
  - Anna-Lisa Olsson, svensk skådespelare.
  - Maximilian Schell, skådespelare, regissör och författare.
- 1931 – Bo Samuelson, svensk skådespelare.
- 1936 – David Carradine, skådespelare.
- 1937 – James MacArthur, amerikansk skådespelare.
- 1938 – John Kufuor, president i Ghana 2001–2007.
- 1939 – James Galway, musiker och flöjtist.
- 1941 – Geoff Hurst, engelsk fotbollsspelare, VM-guld 1966.
- 1943 – Jim Morrison, amerikansk sångare i The Doors.
- 1945 – Kjell Höglund, svensk sångare, låtskrivare och författare.
- 1947
  - Greg Allman, musiker.
  - Thomas R. Cech, amerikansk kemist, mottagare av Nobelpriset i kemi 1989.
- 1949
  - Birgit Carlstén, svensk skådespelare och sångare.
  - Nancy Meyers, amerikansk filmproducent, manusförfattare och regissör.
- 1950
  - Ulf Ekman, grundare av Livets Ord.
  - San Malmström, svensk produktionssekreterare, regiassistent och manusförfattare.
- 1952 – Hans Gefors, svensk tonsättare.
- 1953
  - Kim Basinger, amerikansk skådespelare.
  - Aldo Bernales, chilensk skådespelare.
- 1959 – Paul Rutherford, brittisk sångare, låtskrivare, musiker och dansare, medlem i gruppen Frankie Goes To Hollywood.
- 1962 – Marty Friedman, amerikansk musiker.
- 1964
  - Maria Antoniou, svensk skådespelare.
  - Teri Hatcher, amerikansk skådespelare.
- 1965 – Zemya Hamilton, svensk sångare, medlem i Clubland.
- 1966 – Sinéad O'Connor, irländsk sångare.
- 1967 – Arja Juvonen, finländsk politiker.
- 1971 – Robin Jonsson, svensk trumslagare (Fantasmagoria, M.I.D, Morgana Lefay, Dark Tranquillity, Rebel Collective).
- 1972 – Tony Olsson, svensk brottsling.
- 1973 – Corey Taylor, amerikansk sångare i Slipknot och Stone Sour.
- 1976 – Dominic Monaghan, brittisk skådespelare.
- 1978 – Ian Somerhalder, amerikansk skådespelare och fotomodell.
- 1979 – Christian Wilhelmsson, svensk fotbollsspelare.
- 1981 – Teruki Nagata, spelar trummor i An Cafe.
- 1982 – Nicki Minaj, amerikansk sångare.
- 1984 – Emma Green, svensk friidrottare, höjdhoppare och sprinter, VM-brons i höjdhopp 2005, EM-silver 2010.
- 1992 – Jordan Nobbs, engelsk fotbollsspelare.

## Avlidna
- 899 – Arnulf av Kärnten, kung av Östfrankiska riket sedan 887.
- 1521 – Kristina av Sachsen, drottning av Danmark 1481–1513, av Norge 1483–1513 och av Sverige 1497–1501, gift med kung Hans.
- 1625 – Kristina av Holstein-Gottorp, svensk riksföreståndargemål 1599–1604 och drottning av Sverige 1604–1611, gift med Karl IX.
- 1658 – Johan Printzensköld, svensk guvernör.
- 1674 – Edward Hyde, 1:e earl av Clarendon, engelsk hovman.
- 1722 – Elisabeth Charlotte av Pfalz, (Liselotte), tysk prinsessa, hertiginna av Orléans.
- 1793 – Madame du Barry, fransk kurtisan, Ludvig XV:s älskarinna, avrättad.
- 1818 – Johan Gottlieb Gahn, svensk bergsvetenskapsman.
- 1864 – George Boole, brittisk matematiker.
- 1869 – Narcisa de Jesús Martillo y Morán, ecuadoriansk jungfru och mystiker, helgon.
- 1891 – Marcellus Stearns, amerikansk republikansk politiker, guvernör i Florida 1874–1877.
- 1903 – Herbert Spencer, brittisk liberal filosof.
- 1905 – John H. Mitchell, amerikansk republikansk politiker, senator (Oregon) 1873–1879, 1885–1897 och 1901–1905.
- 1907 – Oscar II, kung av Sverige sedan 1872 och av Norge 1872–1905.
- 1924
  - Carl Anton Larsen, norsk sjökapten, valfångare och upptäcktsresande.
  - Xaver Scharwenka, polsk-tysk pianist och kompositör.
- 1942 – Albert Kahn, amerikansk arkitekt.
- 1976
  - Dan-Axel Broström, svensk skeppsredare.
  - Georg Skarstedt, svensk skådespelare.
- 1977 – Manne Grünberger, svensk skådespelare.
- 1978 – Golda Meir, f. Mabowitz, israelisk premiärminister 1969–1974.
- 1980
  - Sverre Bergh, norsk dirigent, musiker och kompositör.
  - John Lennon, brittisk musiker, medlem i The Beatles, mördad.
- 1983 – Maritta Marke, svensk skådespelare och sångare.
- 1984 – Luther Adler, amerikansk skådespelare.
- 1989 – Eugen Steimle, tysk SS-Standartenfuhrer.
- 1990 – Ed Edmondson, amerikansk demokratisk politiker, kongressledamot 1953–1973.
- 1991 – Sonja Looft, svensk skådespelare.
- 1993 – Anders Franzén, marintekniker som upptäckte regalskeppet Vasa.
- 1999 – Ernst Günther, svensk skådespelare.
- 2004
  - Anders Burius, svensk biblioteksman, för eftervärlden känd som KB-mannen.
  - Dimebag Darrell, amerikansk gitarrist i Pantera och Damageplan (mord).
- 2008
  - Robert Prosky, 77, amerikansk skådespelare, Spanarna på Hill Street.
  - Hillary Waugh, 88, amerikansk deckarförfattare.
- 2009 – Håkan Wickberg, 66, svensk ishockeyspelare i landslaget och Brynäs IF. (Guldpucken 1971).
- 2011
  - Gilbert Adair, 66, brittisk (skotsk) författare, filmkritiker och journalist.
  - Zelman Cowen, 92, australisk generalguvernör och juridikprofessor.
- 2013 – John Cornforth, 96, australisk kemist, mottagare av Nobelpriset i kemi 1975.
- 2014 – Knut Nystedt, 99, norsk kompositör, främst av körmusik.
- 2019
  - Juice Wrld, 21, amerikansk rappare.
  - René Auberjonois, 79, amerikansk skådespelare.
- 2023 – Ryan O'Neal, 82, amerikansk skådespelare.